# Розенман, Леонард
Леонард Розенман (англ. Leonard Rosenman; 7 сентября 1924 — 4 марта 2008) — американский кино-, теле- и театральный композитор. Лауреат премий «Оскар» и «Эмми».

## Жизнь и карьера
Леонард Розенман родился в Бруклине, Нью-Йорке. После службы во время Второй мировой войны в составе военно-воздушных сил на Тихом океане, он пошёл учиться в «Калифорнийский университет» в Беркли, где получил степень бакалавра в области музыки. Получал образование он вместе с Арнольдом Шёнбергом, Роджером Сешенсом и Луиджи Даллапиккола.
В число ранних работ Леонарда Розенмана входят фильмы с участием Джеймса Дина – «К востоку от рая» (1955) и «Бунтарь без причины» (1955). Продолжил композитор лентами «Фантастическое путешествие» (1966), первой, анимационной адаптацией «Властелина колец» (1978), «Кросс-Крик» (1983) и «Звёздный путь 4: Путешествие домой». Его перу принадлежит музыка для таких телесериалов как «Защитники», «Сумеречная зона», «Гиббсвилл» и «Доктор Маркус Уэлби». Он также написал тему и почти всё музыкальное сопровождение для тиража телесериала 1960-х годов про Вторую мировую войну «Бой!».
В 70 лет Розенману диагностировали лобно-височную деменцию, дегенеративное состояние мозга с симптомами, схожими с болезнью Альцгеймера.
Он умер 4 марта 2008 от сердечного приступа в Вудленд-Хиллзе, Калифорнии.